# Makeléer
Makeléer är en svensk adelsätt av skotskt ursprung. Namnet Macklean togs också av två medlemmar av den skotsk-svenska släkten, som ansåg att de härstammade från den skotska urgamla klanen Maclean, vilket starkt har ifrågsatts av Sture M. Waller och genealogen Bengt Hildebrand, men stöds av University of St Andrews som hävdar att ätten Makeléer stamfar, Hans Makeleir var Sir John Maclean, son till Hector Maclean, femte Baron of Duart. Den svenska ätten introducerades på Sveriges Riddarhus 1652 under namnet Makeléer på nummer 513. En gren upphöjdes till friherrlig under namnet Macklier och introducerades på riddarhuset 1784 på nummer 306. Den adliga ätten utdog i Sverige 1775, och den friherrliga ätten utslocknade med Rutger Macklean som avled ogift 1816.

## Vapen
Ätten fick vid adlandet en blommande vit nejlika med fem blomstänglar i blått fält, senare förde medlemmar ett vapen med en röd sparre i guldfält omgiven av tre röda rosor, en i vardera hörnet och en under sparren samt i högra hörnet en hand, vilket tecken i England betyder baronetvärdighet. Det senare vapnet ingick i modifierad form i ett kvadrerat vapen för den friherrliga grenen av ätten, Macklier (Macklean), och även i den ingifta friherrliga ätten Cronmans utbyggda vapen.

## Historia
Handelsmannen Jakob Mackler (även känd som Mac Leer) var sidenkrämare och svor 8 maj  1609 burskapsed som borgare i Stockholm. Jakob nämns  i kontributionslängd och mantalslängd 1645, och är tydligen den »Jacob Makelier», jämte »Hans Makelier» som nämns i ett Amsterdambrev 22 december 1640 till Louis De Geer (1622–1695). Jacob dog 1655, och hans hustru (»Macklerschens Leich») begravdes 13 september 1657. Efter Jacob uppkallades »Maculerens gata» eller Maculersgatan (sedan Timmermansgatan) på Södermalm, invid gatan hade han en trädgårdstomt Jakob Macklers dotter Lunette Macklier, född 21 augusti 1616, död 13 juli 1634, var gift 13 januari 1633 med skotsk-svenska amiralen Richard Clerck (1604-1668). 
Hans bror, ätten Makeléers förste stamfader i Sverige, Hans Makeleir (kallas i ett brev till Axel Oxenstierna för Hanss Makeleir, samt i andra källor också för Makeleer, John Macklier och John Maclere), blev en betydande köpman i Göteborg. Att det båda var bröder är känt genom Hans Makeleirs dotter Isabellas tryckta likpredikan från 1640. Hans Macklier adlades i Sverige, enligt kungligt brev 20 maj 1649 med namnet Makeléer. Hans engelska adelskap är känt från ett brev, daterat i Göteborg 26 augusti 1650, där han omtalas som Sir John Macklee och som beskriver hans tjänster för engelska kungen år 1649 och 1650. 28 december 1652  anges han som baronet. 
Hans efterkommande kallade sig under den första generationen, förutom Maclier, som är det vanligast förekommande, även Machler, Makulier och Makeléer, under vilket sistnämnda namn adlandet skedde, men aldrig Macklean, som först upptogs, då en gren av ätten blev friherrlig. Den svenska stamfadern använde i alla sina brev tyska språket, men detta såväl som namnförändringen skulle ju kunna förklaras av att han i tidiga år, före ankomsten till Sverige, varit bosatt i Tyskland. Ungefär samtidigt med honom fanns en borgare i Stockholm Jakob Maclier, som 1617 gifte sig med Maria Gubbertz, med vars syster Anna Gubbertz, Hans Maclier blev gift 1629.
Hans Mackliers son David Macklier, använde flera gånger ett nytt sigill med en sparre och tre rosor, ställda två och en, före sin utnämning till svensk friherre Makeleer 1708. Enligt kanslikollegii skrivelse av den 22 mars 1764 erhöll släkten med anledning av riddarhusdeputationens protokoll den 4 juni 1743, rättighet att föra friherretitel, emedan de genom originaldokument styrkt, att den adlade Hans Macklier år 1650 blivit engelsk baronet.
Den adliga ätten Makeléer sägs vara utdöd i Sverige 1775, och de friherrliga medlemmar av ätten som var ättlingar till David Macklier, och fortfarande var i livet, introducerades på riddarhuset 1784 på friherrliga ätten nummer 306 med namnet Macklier, varvid (eller något år innan) två bröder övergick till namnformen Macklean; friherren David Mackliers äldste sons två yngre söner, friherre Gustaf Macklean (död barnlös 1804) och den bekante jorddrotten och jordreformatorn, friherre Rutger Macklean som avled ogift 1816, och slöt den friherrliga ätten.

## Oklarheter
Genealogen Gustaf Elgenstierna skriver i Den introducerade svenska adelns ättartavlor (1925-1936) att Makeleir fick vid adlandet i Sverige till vapen en blommande vit nejlika i blått fält, och Elgenstierna hävdar att detta vapen nyttjades sedan icke av ätten, utan i stället dels dess gamla stamvapen (sådant som sedermera friherrliga Macieanska vapnet), dels en röd Sparre i guldfält omgiven av tre röda rosor, en i vardera hörnet och en under sparren samt i högra hörnet en hand, vilket tecken i England betyder baronetvärdighet. Elgenstierna införde också i stamtavlorna en härstamning från den skotska klanen Maclean, med tillägget att Anmärkas bör måhända, att det holländska ordet makelaer betyder mäklare. Båda dessa uppgifter har tillbakavisats av flera genealoger, däribland Bengt Hildebrand som skriver att: Såsom Sture M. Waller uppvisat, är uppgifterna i Elgenstiernas ättartavlor om adliga ätten Makeleer och friherrliga ätten Macklean okritiska och otillfredsställande i fråga om ursprung och äldre generationer och detsamma gäller också uppslagsverk som Svenska män och kvinnor och Svensk uppslagsbok.  
Hildebrand anför att Hans Macklier innan han adlades använde  ett bomärkesliknande sigill med omskriften »Hans Makcleir», och Hildebrand lyfter fram att Hans Makeleirs äldsta sigill verkar helt borgerligt och menar att släkten från början varit borgerlig, samt att den långt senare angivna härstamningen från den gamla skotska adelssläkten Maclean innebar en pretentiös, fullständigt obevisad usurpation förefaller tydligt, inte ett enda bevis finns för påståendet därom, samt att det är därför motiverat att, som Waller påpekar, uppgifterna i Elgenstiernas släktinledning och de uppgivna första 5 generationerna stryks ur riddarhusgenealogierna. Efter att han adlats använde Hans Macklier i ett brev daterat 21 januari 1653 i Göteborg ett adligt sigill som visar fem blomstänglar med blommor, trots att Gustaf Elgenstierna har påstått att detta vapen inte har använts av ätten. Även Hans Makeleirs son Jacob Macklier d. y. använde ett sigill med de fem blomstänglarna med blommor enligt Hildebrand. 
I det skotska arkivet National Records of Scotland finns bevarade 11 brev, daterade mellan 1649 och 1661 med titeln: Papers relating to weapons in the hands of Sir John McLee at Gothenburg in Sweden given for the use of King Charles II, men denna källa förmedlar inte hur namnet skrevs exakt i handlingarna.

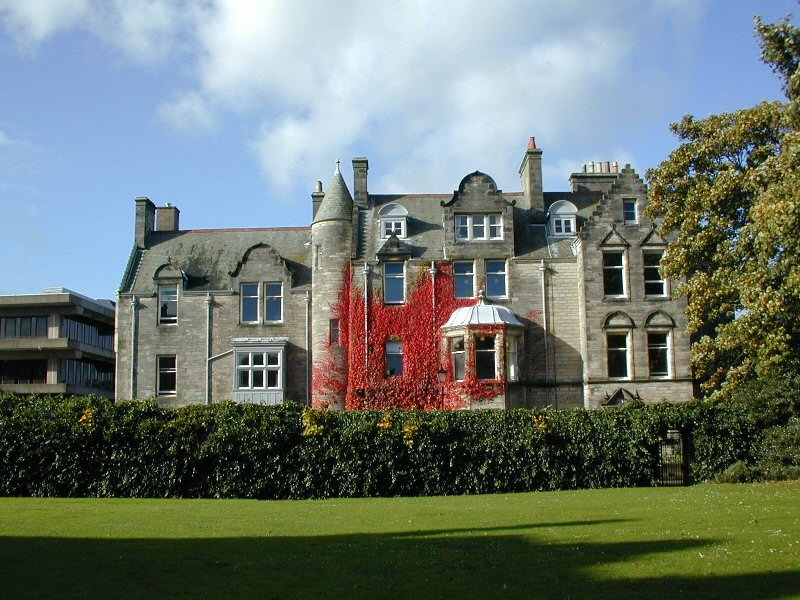
St. Andrews-universitetet hävdar att Hans Makeleir var Sir John Maclean, son till Hector Maclean, femte Baron of Duart.

Kung Karl II av England har skrivit tre bevarade brev till Hans Macklier; i det första, utfärdat 24 december 1650 skriver Charles till: 1. »our right trusted and right welbeloved John Makelier Esq. at Gothenburgh in Sweden». Nästa kungabrev från 24 februari 1651 riktas till: 2. »our trusty and welbeloved S[i]r John Makelier» och ett tredje kungabrev från 28 december 1652 är ställt till »our trusty and welbeloved S[i]r John Macklier Baronet». Någon Macklean nämns inte i breven från Englands kung, som borde känt till klanen Maclean väl, och eftersom det är denna kung som sägs ha gett Hans Macklier baronetvärdighet, borde han också rimligen ha känt till om Hans Macklier i England var känd som John Maclean. 
Engelskspråkiga institutioner som School of History vid University of St Andrews hävdar dock, utan att kunna verifiera detta med några källor, att den i Sverige 1649 adlade Hans Macklier var son till Hector Maclean, femte Baron of Duart och hans andra hustru Isabella Acheson, dotter till Sir Archibald Acheson of Gosford. Hans Macklier skall enligt denna källa ha hetat Sir John Maclean, han skulle också ha varit känd som "Iain Dubh" hans bror skulle ha varit Donald Maclean of Brolassamt skall han ha varit halvbror till Hector och Sir Lachlan Maclean of Duart, som blev baronet år 1631. 
Utifrån studier av källäget har Hans Gillingstam kommit till uppfattningen att det var Rutger Maclier som 1728 efter brevväxling med Skottland kommit till uppfattningen att han tillhörde den skotska ätten Maclean. 1743 anhöll han om introduktion som friherre i Sverige med hänvisning till ett friherrebrev som skulle ha utfärdats av Karl XII strax före slaget vid Poltava men sedan gått förlorat. En ny ansökan godkändes 1778 och 1784 fick släkten introduktion som friherrar. Efter detta började släkten kalla sig Macklean.

## Släkttavla för adliga ätten Makeléer

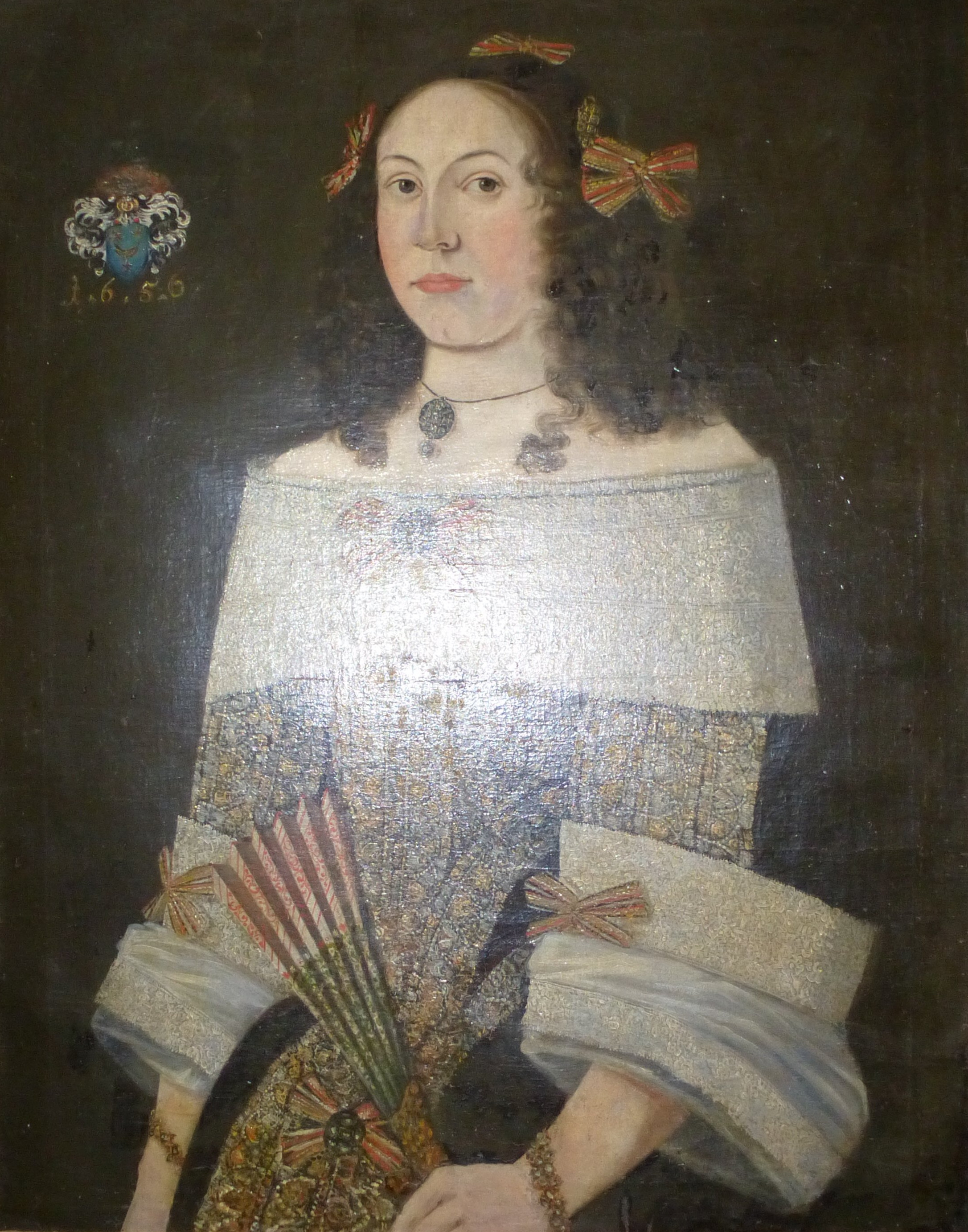
Lillian Hamilton (1634-1658) gift med Hans Makeleir

Peter Makeléer, 1644-1697, målning av Richard Sylvius, Nationalmuseum

1. Hans Macklier adlad Hans Makeléer till Gåsevadholm i Tölö socken (vapen: fem blomstänglar med blommor), Särö i Släps socken samt Fröllinge i Getinge socken, som han erhöll av kronan 1658-01-28 (alla i Halland). Född i Skottland. Uppgives varit officer vid engelska flottan innan han 1629 blev borgare i Göteborg, på vilken stad han redan dessförinnan drivit handel. Riksdagsman för staden 1632. Rådsförvant därst. 1633–1650. Adlad 1649-05-20 (introd. 1652). Engelsk baronet 1650. Kommissaries titel 1660. Död 1666-07-07 och begraven s. å. 16/8 i tyska kyrkan i Göteborg, varest ett vackert epitafium över honom uppsattes. 'Han förvärvade sig stora rikedomar, befordrade Göteborgs stads uppkomst och gjorde kronan ansenliga försträckningar. Gift 1) 1629 med Anna Gubbertz, död 1653 i Göteborg och begraven där samma år 24juni, dotter av borgaren och handelsmannen i Stockholm Hans Gubbertz och Maichen (Maria) von Qvickelberg, samt syster till borgmästaren Johan Gubbertz, adlad von Qvickelberg. Gift 2) 1655-12-30 i Göteborg med Lilian Hamilton, död 1658 och begraven samma år 4/4 i Göteborg. Gift 3) med Anna Thomson i hennes 2:a gifte (gift 1:o med översten för Närkes och Värmlands regemente Johan Gordon, född 1617, död 1653), död 1677 och begraven 1686-01-15 i Göteborg, dotter av översten Tomas Thomson, naturaliserad Thomson, och Catharina Mauritzdotter Mourray.
  1. Isabella, född 1630-12-22 i Stockholm, död där 1639-09-05.
  2. Jacob Macklier d.y. (fem blomstänglar med blommor) var kammarherre och överste. Född 1632, död 1663. Student vid Uppsala universitet 1651-05-09. Överste i engelsk tjänst och kammarherre vid engelska hovet. Död 1663 i Irland, 'endera genom det att han under en i en hetsig feber påkommen yrsel rände värjan igenom sig, eller, såsom en annan sägen är, att hans fru skulle låtit mörda honom i sängen.'. Gift med en engelska vid namn Catherine Cochrane, som var släkt med hertigen av Ormond.
    1. Cetti. Gift med en överste Gelhorn i norsk tjänst

  3. Carl Leonard. Var 1673 löjtnant vid Königsmarks regemente. Kapten i fransk tjänst. Död ogift i nämnda tjänst.
  4. En son, begraven 1636-03-02 i Göteborg.
  5. En dotter, begraven 1637-07-27 i Göteborg.
  6. En dotter, begraven 1641-12-21 i Göteborg.
  7. Catharina, född 1637, död 1709 och begraven s. å. 8/8 i Göteborg. Gift 1:o 1651-12-14 i nämnda stad med översten David Sinclair, natural. Sinclair, död 1656. Gift 2:o 1661 med generalmajoren och landshövdingen Malkolm Hamilton, friherre Hamilton af Hageby, född 1635, död 1698.
  8. Anna, född 1638-09-24 i Göteborg, död där 1646-06-19, och begraven s. å. 25/6.
  9. Johan, född 1639. Justitiepresident i Göteborg 1676-02-20. Justitieborgmästare därstedes 1695. Död 1696 och begraven 1697-01-10 i Göteborg. Gift med Anna Margareta Gordon, begraven på samma gång som mannen 1697-01-10, dotter av översten Johan Gordon och Anna Thomson.
    1. Anna Hedvig, döpt 1668-11-24 i Göteborg, död 1753-12-12 och begraven i Tölö kyrka, Hallands län. Gift 1700-03-26 med svenska amiralen Jakob de Prou, född 1651, död 1711-08-11 och begraven i Tyska kyrkan i Göteborg.
    2. Johan Jakob, döpt 1670-10-19 i Göteborg. Löjtnant vid sin farbroders, överste Peter Makeléers regemente 1691-05-15. Kapten därst. 1694-11-28. Död ogift.
    3. Catharina Lovisa, döpt 1671-12-06 i Göteborg, död 1754 och begraven s. å. 26/2 i Tölö kyrka.
    4. Gustaf Adolf till Sommevik i Malexanders socken, Östergötlands län. Född 1675-08-16 i Göteborg 2. Arklimästare vid amiralitetet 1689. Konstapel därstedes 1690. Underlöjtnant 1694-07-22 löjtnant 1698. Kapten 1700-03-20 död 1706-03-15 på Sommevik och begraven i Malexanders kyrka, där hans vapen uppsattes. Han tjänade 1690–1694 vid engelska flottan. Gift 1699 med Hedvig Margareta Gyllenståhl, till Sommevik och Stjärnesand, i hennes 1:a gifte (gift 2:o 1710 med kommissarien Anders Wetterström, född 1669, död 1735-12-11 på Sommevik), född 1681-01-10 Linnekulla, död 1737 på Sommevik och begraven s. å. 7/10, dotter av majoren Gabriel Piädeståhl, adlad Gyllenståhl, och hans 1:a fru Maria Margareta född Fahnehielm.
      1. Maria Catharina, född 1700-11-10 Linnekulla, död 1778-10-25 på Aspenäs i Malexanders socken, Östergötlands län. Gift med majoren Carl Gustaf Gripensköld, född 1692, död 1766.
      2. Jon Gabriel, till Sommevik samt Åkershult i Korsberga socken, Jönköpings län. Född 1701-12-25. Löjtnant vid infanteriet i fransk tjänst. Löjtnant i svenska armén 1759-02-23. Löjtnant vid Hessensteinska regementet. Avsked. Död 1775-12-28 på Sommevik och begraven 1776-02-08 i Malexanders kyrka samt slöt ätten på svärdssidan. Gift 1741-07-03 Danskebo.
        1. Jakob Ludvig, född 1741-10-19 på Sommevik. Volontär vid Smålands kavalleriregemente 1755-06-06. Korpral därstedes 1757-08-09. Kvartermästare 1758-10-08. Fänrik vid husarskyttekåren under pommerska kriget 1759-07-29. Fänrik vid von Blixens regemente i Stralsund 1762-09-14. Löjtnant vid gula husarregementet 1763-06-26. Placerad på Bohusläns dragonregemente 1766. Utstruken ur dess rullor 1768-10-24, men återfick tjänsten 1770-01-26. Död ogift 1771-05-22 Kristineberg.
        2. Anna Lovisa, född 1742-09-23 på Sommevik, död där 1778-05-03. Gift 1764-12-12 på Sommevik med ryttmästaren vid gula husarregementet, RSO, Henrik Evert Strokirch i hans 1:a gifte (gift 2:o 1781-10-21 Hallsnäs, med Elisabet Margareta Ehrenstråhle i hennes 1:a gifte, född 1762-06-24 Säby, död 1810-06-09 på Hallsnäs, dotter av översten Hans Ehrenstråhle, och Maria Elisabet Uggla), född 1728-05-01 i Filipstad, död 1795-07-19 Åkershult.

    5. Carl Leonard, Döpt 1676-08-14 i Göteborg. Volontär vid Svenska livregementet till fot 1694-02-07. Fältväbel därstedes 1695. Fänrik 1697-01-03. Kapten. Död 1747 och begraven s. å. 5/5 i Tölö kyrka, Hallands län. Gift med Anna Hirscheit, död 1765-03-04 dotter av en handelsman Hirscheit i Göteborg.
      1. Maria Gustaviana, född 1702-09-21 Rastaborg, död 1782-12-04 i Karlskrona. Gift 1730-07-21 i Tölö socken med amiralitetskaptenen Paul Schema, adlad Hederstierna, född 1690, död 1745.
      2. Elsa Beata, döpt 1704-04-06 Sommevik, död 1756-11-22. Gift s. å. 18/8 med kaptenen Alexander Björnberg, i hans 1:a gifte, född 1725, död 1788.
      3. Johanna Lovisa, född 1710-12-18, död barnlös 1785-03-13 i Karlskrona. Gift 1750-04-10 med assessorn Ernst Fredrik von Döbeln, i hans 2:a gifte, född 1701, död 1766.
      4. Johan, död som barn.

    6. David, döpt 1677-09-09 i Göteborg, död s. å. och begraven därst.
    7. Charlotta Vilhelmina, född 1678-04-26 på Gåsevadholm i Tölö socken, Hallands län, död ogift 1739 och begraven s. å. 30/11 i Tölö kyrka.
    8. Peter, född 1679-09-12. Levde utan tjänst. Död ogift och begraven i Tölö kyrka
    9. Ytterligare två barn, begraven (båda?) 1680-06-22 i Göteborg.

  10. Maria Sofia, född 1640, död 1721 och begraven s. å. 20/9 i Göteborg. Gift med danska generallöjtnanten Jakob Duncan från Skottland, död 1685 och begraven 1686-03-13 i Göteborg.
  11. En dotter, begraven 1646-03-25.
  12. Gustaf, född 1641. Pikenerare vid prinsens av Oranien garde 1660-09-00. Medföljde till England i drottningens av Böhmen svit 1661-05-00. Engagerad vid franska schweizergardet och furstens av Soisson livkompani samma år. Grand mousqueteur 1663-10-00. Avsked ur fransk tjänst 1667 och återkom till Sverige. Kaptenlöjtnant vid Älvsborgs infanteriregemente 1668-07-22 kapten därstädes. 1669-07-06. Major 1674-02-21. Överstelöjtnant vid sin broders Peter Makeléers regemente 1675-05-26. Överste för de nyskrivna knektarna i Älvsborgs län 1676-10-02. Överstelöjtnant vid Västgöta infanteriregemente 1678-10-17. Överste för Svenska livregementet till fot och tillika kommendant i Göteborg 1680-02-10. Död barnlös 1701-07-17. Bevistade under Turenne kampanjen i Holland 1665. Gift 1694-02-18 i Göteborg med Sara Carlberg i hennes 2:a gifte (gift 1:o 1665-05-09 med packhusinspektoren Conrad Braunjohan, adlad von Braunjohan, född 1636, död 1691), född 1647-01-31, död 1701 och begraven s. å. 12/5 i Tyska kyrkan i Göteborg, dotter av borgmästaren i Karlstad Johan Börjesson och Christina Spak.
  13. Elsa Beata, född 1643, död 1730 och begraven s. å. 1/5 i Göteborg. Gift där 1666-07-01 med majoren Mårten Christiensson, adlad Anckarhielm, död 1677.
  14. Peter, 'den store kallad'. Född 1644. Gick i svensk krigstjänst 1657 och tjänstgjorde vid livländska armén till fredsslutet. Kapten vid Östgöta infanteriregemente 1663. Major därst. 1671-03-02. Överstelöjtnant vid Ture Oxenstiernas värvade regemente 1674. Överste därst. 1676-05-05. Överste för ett värvat regemente och kommendant i Stralsund 1679-10-05. Extra ordinarie envoyé till Brandenburg 1688-05-26. Kommendant i Stralsund. Död där 1697-03-19 och begraven jämte sin förut avl. fru i S:t Nikolai kyrka i nämnda stad. Gift med Abela Sofia von Plessen i hennes 2:a gifte (gift 1:o 1654 med generalmajoren Barthold Hartvig von Bülow, född 1611, död 1667), död 1695-01-10 och begraven s. å. 25/9 i Stralsund, dotter av lantrådet i Mecklenburg Daniel von Plessen och Dorotea Eleonora von Blumenthal.
  15. David Makeléer, friherre Makeléer, död 1708.
  16. Lunetta Makeléer, gift 1657 i Göteborg med överste Joakim Cronman (död 1703). Paret fick 13 barn, 7 döttrar och 6 söner: sonen Johan Cronman (1662-1737), upphöjdes till friherre Cronman, landshövding i Malmöhus län 1727-1737 I sitt friherrliga vapen lade friherre Cronman till ätten Makeléers vapen i det fjärde fältet med modifierad tinktur, Makeléers röda sparre blev stället blå, se vapnet till höger. Enligt Malmö Caroli kyrkobok var han vid sin död den död 25 juli 1737, 74 år, 9 månader och 4 dagar vilket ger hans födelsedatum till den 21 oktober 1662. Med Johan Cronmans död utslocknade den friherrliga ätten Cronman.
  17. En son, död späd och begraven 1659-01-06.

## Friherrliga ätten Macklier (Macklean)

Johan Adolf, 1694-1761 (Johan David Swartz) - Nationalmuseum - 15023

Enligt kanslikollegii skrivelse av den 22 mars 1764 erhöll släkten Makeléer med anledning av riddarhusdeputationens protokoll den 4 juni 1743, rättighet att föra friherretitel, emedan de genom originaldokument styrkt, att den adlade 1650 blivit engelsk baronet. Ätten introducerades på riddarhuset 1784 på nummer 306 med namnet Macklier. 
Friherren Rutger Macklean sägs efter korrespondens med personer i Skottland 1728 haft uppfattningen att hans släkt tillhörde den skotska adelsätten Macklean. Han försökte 1742 med hänvisning till en avskrift av ett koncept från 1708 visa att Karl XII haft för avsikt att upphöja ätten till friherrligt stånd men att dokumentet förkommit i slaget vid Poltava. Hans anhållan avslogs men 1778 inlämnade Rutger tillsammans med brodern Gustav en förnyad ansökan och denna gång gick dock deras begäran igenom. Först 1783 stadfästes dock friherrebrevet under namnet Macklier. Sedan släkten introducerats på riddarhuset 1784 började bröderna Rutger och Gustaf kalla sig Macklean.
1. David Makeléer, som friherre David Macklean (son av Johan eller Hans , adlad Makeléer, till Gåsevadholm i Halland, se adliga ätten Makeléer ovan). David förde efter sitt giftermål 1797 med Eleonora Elisabet von Ascheberg, en röd sparre i guldfält omgiven av tre röda rosor, vilken har påtagliga likheter med ätten von Ascheberg stamvapen, synligt i hustruns hjärtsköld, vilken kan ses till höger. Som friherre ersatte han det tidigare vapnet med en friherrlig kvadrerad sköld, varav de två undre fälten överensstämmer med skotska klanen Maclean, de högra övre fältet för ett lejon, och det vänstra övre för en borg, identisk med sina ättlingars vapen, men skölden på Riddarhuset saknar hjärtskölden med en röd sparre i guldfält omgiven av tre röda rosor, vilken hans ättlingar senare förde i en kvadrerad hjärtsköld.[9] Löjtnant vid Skaraborgs regemente 1669-09-00. Kapten därst. 1672-04-03. Major vid Västgötadals regemente 1675-09-23. Överstelöjtnant därst. 1677-05-23. Överste 1680-11-10. Kommendant i Malmö och överste för drottningens livregemente till fot 1691-09-07. Landshövding i Älvsborgs län 1693-12-30. Avsked därifrån och friherre 1708-12-04 (äldsta sonens tvenne yngsta söner å ättens vägnar introd. 1784-02-18 under nr 306 (enligt Elgenstierna: och med ättens urgamla namn, Macklean, och vapen). Död kort före avskedets erhållande och upphöjelsen i friherrliga värdigheten eller 1708-11-10. 'Han bevistade med tapperhet kriget i Skåne och förvaltade med kunskap, rättrådighet och nit sitt landshövdingeämbete i femton år.' Gift 1679-09-14 med grevinnan Eleonora Elisabet von Ascheberg, född 1663-09-13, död 1737-11-13, dotter av kungliga rådet, fältmarskalken och generalguvernören Rutger von Ascheberg, friherre och greve von Ascheberg, och Maria Eleonora von Busseck, genannt München.
  1. Magdalena Eleonora, född 1686-12-10 i Göteborg, död 1765-03-26. Gift 1734-03-18 med majoren Gottfrid Ulrik Hertell, naturaliserad Hertell, född 1684, död 1773.
  2. Rutger Makeléer, friherre till Ström i Hjärtums socken, Göteborgs och Bohus län samt Redstorp. Född 1688-10-18 i Göteborg. Volontär vid svenska livregementet till fot 1703. Furir därst. s. å. Fältväbel 1704. Fältväbel vid livdragonregementet 1706. Kornett därst. 1708-03-04. Kapten 1722-06-11. Regementskvartermästare vid Bohusläns dragonregemente 1729-11-15. Kapten därstedes samma år 21 juni. Generaladjutant av flygeln 1743. Major vid nämnda dragonregemente 1747-03-10. Överstes avsked s. å. 5/5. RSO 1748-11-07. Död s. å. 20/11. Han var med vid Holofzin, där han blev skjuten genom bröstet, då standaret föll honom ur händerna, samt vid Poltava, varest han blev fången och förd till Tobolsk, där han kvarhölls till fredsslutet. Gift 1740-05-01 med friherrinnan Vilhelmina Eleonora Coyet, född 1719-05-22, död 1778-04-01 Brodda, dotter av kaptenen, friherre Axel Julius Coyet, och grevinnan Hedvig Charlotta Cronhielm af Flosta.
    1. David Julius, född 1741-03-20. Student vid Uppsala universitet 1758-11-15. Registrator i kungliga kansliet. Kommissionssekreterares karaktär 1763-07-00. Död ogift 1764-05-02 i Norrköping.
    2. Rutger Macklean, till Svaneholm i Skurups socken, Malmöhus län. Född 1742-07-27. Sergeant vid Hessensteinska regementet 1763-02-26. Kvartermästare vid Jämtlands kavallerikompani 1770-01-22. Kornett därst. s. å. 15/10. Hovjunkare. Löjtnant vid Jämtlands dragonregemente 1771-06-05. Kammarherre hos drottning Sofia Magdalena 1775. Kapten vid Kalmar regemente 1776-10-08. Regementskvartermästare 1781-05-25. Avsked 1782-11-28. LVA 1812-10-28. HLLA s. å. 3/12. Död ogift 1816-01-14 på Svaneholm och slöt ätten. 'Han var en stor patriot och så att säga omskaparen av lanthushållningssättet på de stora skånska herrgårdarna. Var en välgörare mot sina underhavande men blev det oaktat vid bondupproret i Skåne 1811 plundrad och våldförd. Över honom lät ridderskapet och adeln 1800 prägla en medalj med påskrift: För frikostiga inrättningar till allmogens undervisning, förbättring, välmåga. Af medborgare och vänner. Han och hans broder Gustaf antogo vid introduktionen 1784-02-18 namnet Maclean.
    3. Gustaf Macklean, till Ström. Född tvilling 1744-06-12 på Ström. Volontär vid fortifikationen 1759-09-18. Underkonduktör 1760-12-16. Sergeant vid livgardet 1761-12-19. Fänrik därstedes 22/12. Löjtnant 1768-07-12. Major i armén 1772-09-13. Kapten vid regementet 1774-07-07. Överstelöjtnant i armén 1781-12-19. RSO 1782-04-28. Överste i armén 1784-11-23. Avsked från regementet 1786-03-31. Kammarherre hos hertigen av Södermanland 1787. Avsked ur krigstjänsten 1796-07-25. Död barnlös 1804-02-19 på Ström. Gift 1796 med grevinnan Eva Helena Löwen i hennes 2:a gifte (gift 1:o 1761 med riksrådet, friherre Fredrik Ribbing af Koberg, greve Ribbing, född 1721, död 1783). Född 1743-12-15, död 1813-01-16 på Ström. Dotter av riksrådet och generalguvernören Axel Löwen, friherre och greve Löwen, och hans 2:a fru, grevinnan Eva Horn af Ekebyholm.
    4. Eleonora Charlotta, född tvilling 1744-06-12 på Ström, död 1777-02-09 på Örby i Örby socken, Älvsborgs län. Gift 1761 på Ström med generalmajoren, friherre Rutger Bennet, i hans 2:a gifte, född 1720, död 1791.

  3. Johan Filip, döpt 1691-09-06 i Göteborg, död där 1692 och begraven samma år 6 juni.
  4. Gustaf Adolf, till Brunneby i Brunneby socken, Östergötlands län. Född 1693-01-07. Korpral vid Bohusläns dragonregemente 1710-01-25. Kornett därstedes samma år. Premiärlöjtnant 1712-09-17. Konfirm.fullm. 1716-04-14. Ryttmästare vid Västgöta kavalleriregemente s. å. 14/5. Sekundryttmästare vid livregementet till häst 1718-04-02. Premiärryttmästare därst. 1724-07-31. Överstelöjtnant i hessisk tjänst 1745-01-25. Major vid nyssnämnda svenska regemente 1747-10-02. Överstelöjtnant vid adelsfanan 1748-10-12. Överstes avsked s. å. RSO s. å. 7/11. Död 1779-01-27 på Brunneby. Han var med vid Gadebusch och Tönningen, varest han blev fången, men befriade sig själv. Bevistade även fälttågen i Norge 1716 och 1718. Gift 1720-06-11 med friherrinnan Elisabet Maria Cronberg, född 1705-11-26, död 1760-10-22 på Brunneby, dotter av generallöjtnanten och landshövdingen Fredrik Magnus Cronberg, friherre Cronberg, och Elisabet Broman, adlad Broman.
    1. David, född 1721-08-13. Student vid Uppsala universitet 1729-12-12. Kom i tjänst 1732-09-06. Sergeant vid artilleriet. Löjtnant i fransk tjänst. Drunknade 1740 i Frankrike.
    2. Elias, född 1722-03-28, död dagen därpå.
    3. Ulrika Eleonora, född 1723-10-00, död 1724-06-06.
    4. Elisabet Mariana, född 1740-10-14, död 1814-03-29 i Stockholm och ligger jämte sin man begraven i Klara kyrka, varest hans gravvård ses på norra väggen, nära koret. Gift 1761-12-08 i Brunneby socken, Östergötlands län med generalen (romersk-kejserlige friherren) Gustaf Adolf von Siegroth, född 1725, död 1802.
    5. Magnus Gustaf, född 1741-12-11. Drunknade 1754-12-22 i sjön Grön.

  5. Johan Adolf, döpt 1694-09-03 i Göteborg (Kristine). Volontär vid Bohusläns dragonregemente 1710-03-05. Fänrik vid Västgöta femmänningsinfanteriregemente s. å. 29/4. Löjtnant därst. 1712-03-03. Konfirm.fullm. 1717-01-19. Sekundryttmästare vid Upplands femmänningskavalleriregemente s. å. 25/10. Premiärryttmästare därst. 1718-06-26. Kapten vid livgardet s. å. 20/11. Avsked 1741-08-11. RSO 1748-11-07. Död 1761-12-00 i Stockholm. Begravd i Riddarholmskyrkan i Lewenhauptska gravkoret.[10] Gift 1743-07-22 på Vittskövle i likanämnd socken, Kristianstads län med friherrinnan Sofia Lovisa Leijonhufvud, född 1717-07-12 i Karlskrona, död 1759-12-00 Johannesberg, dotter av översten, friherre Axel Gabriel Leijonhufvud, och grevinnan Eleonora Wachtmeister af Johannishus.
    1. Ulrika Margareta Eleonora, född 1744-06-13 på Johannesberg.
    2. Ulrika, född 1746-04-02 på Johannesberg, död 1802-05-08 i Laholm. Gift 1762-03-10 på Tomarp med kaptenen, friherre Hans Henrik von Liewen, född 1732, död 1805.
    3. Johan David, född 1748-08-15 i Gottröra socken, Stockholms län. Volontär vid livgardet 1763-05-03. Volontär vid Östgöta kavalleriregemente 1764. Korpral därst. s. å. 18/7. Livdrabant 1767-07-07. Kornett vid Västgöta kavalleriregemente 1771-12-30. Adjutant vid Bohusläns dragonregemente 1774-07-13. Kornett s. å. 15/7. Överjägmästare i Skaraborgs län 1774-07-20–1786. Major i rysk tjänst. Överstelöjtnants avsked. Död 1806-03-13 i Stockholm. Gift 1792-07-11 i Stockholm Hovförsamlingen med Fredrika Rättvik, i hennes 2:a gifte.
      1. Maria Lovisa, född 1796-10-20.
      2. Johanna Fredrika, född 1798-08-19

  6. Jakob Ludvig, döpt 1697-06-14 i Göteborg (Kristine). Volontär 1712. Underofficer vid amiralitetet i Karlskrona 1713. Extra ordinarie löjtnant därst. 1714. Avsked 1715. Kornett vid änkedrottningens livregemente till häst. Löjtnant därst. 1716-08-28. Konfirm.fullm. 1717-10-25. Ryttmästares avsked 1720-11-26. Ryttmästare vid norra skånska kavalleriregementet. Avsked. Död 1755-08-30 Brodda [Lk]. Gift 1:o 1722-06-17 med Charlotta Cremer, född 1698-03-02, död 1750-06-13, dotter av överstelöjtnanten Fredrik Cremer, och Elsa Catharina Uggla. Gift 2:o med sin broders svägerska, friherrinnan Maria Elisabet Coyet, född 1716-10-15, död 1772-01-17 på Brodda, dotter av kaptenen, friherre Axel Julius Coyet, och grevinnan Hedvig Charlotta Cronhielm af Flosta.
    1. Eleonora Elisabet, född 1726-09-23, död 1784-09-14 i Göteborg. Gift 1744-07-16 med hovjunkaren Bernt Vilhelm Brummer, i hans 2:a gifte, född 1719.
    2. Sofia Lovisa, född 1730-06-24. Reste till Österrike och antog där katolska läran.
    3. David Fredrik, David Fredrik, född 1737-04-23 Öna. Volontär vid Hamiltonska regementet 1750-02-13. Sergeant därst. 1753-06-03. Kvartermästare vid norra skånska kavalleriregementet 1754-04-06. Fältväbel vid drottningens livregemente 1756-07-04. Löjtnant vid regementet Royal Suédois i fransk tjänst 1757-09-28. Avsked ur fransk tjänst 1758-03-14. Adjutant vid Närkes och Värmlands regemente s. å. 23/7. Fänrik vid Löwenfels' regemente i Stralsund 1760-04-01. Adjutant vid drottningens livregemente 1769-03-15. Fänrik därst. 1770-09-11. Löjtnant 1779-05-18. Avsked 1785-09-27. Löjtnant vid invalidkåren i Pommern 1790-02-02. Död 1796-05-04 i Loitz i Pommern. Han bevistade pommerska kriget på 1750-talet. Gift med 'en bokhållaränka', som överlevde honom.
      1. Gustaf Adolf Ture, född 1771-05-17 i Stralsund. Volontär vid drottningens livregemente i Pommern 1774-06-17. Furir därst. 1786-08-28. Förare 1787-08-30. Fänrik 1789-05-25. Död 1790-02-26 i Landskrona.

    4. Jakob, död som barn.
    5. Elsa Maria. Gift med hovsekreteraren Carl Magnus Svanberg, född 1718, död 1792.

  7. Christer Ludvig, född 1699-12-05. Volontär vid änkedrottningens livregemente till häst 1714. Kornett därstedes samma år 22/10. Konfirm.fullmäktige 1716-06-13. Ryttmästare. Avsked. Död ogift 1759-12-20 och begraven 1760-03-21 i Hjärtums socken, Göteborgs och Bohus län.
  8. Mariana Lovisa, född 1701-09-29 i Göteborg, död 1775-02-28 på Tosterup i lika nämnd socken Kristianstads län och begraven s. å. 5/4. Gift 1726-06-20 med sin kusin, översten Rutger Barnekow, född 1695, död 1772.

## Svaneholms slott
1782 ärvde Rutger Macklean Svaneholms slott från sin morbror Gustav Julius Coyet. Svaneholm började byggas på en holme i Svaneholmssjön omkring 1530. Byggherre var Mourids Jepsen Sparre, som övergav den numera försvunna borgen i Skurups by till förmån för Svaneholm. 1611 tillföll Svaneholm Prebend Gyllenstjärna genom arv och köp. Axel Gyllenstjärna testamenterade slottet till sin systerson Axel Julius Coyet, men hans syster Sofia lyckades få halva slottet genom en process. Denna halva köptes 1751 av Gustav Julius Coyet.
Rutger Macklean genomdrev omfattande reformer av jordbruket i trakten. Han lät dessutom fylla igen vallgraven kring slottet. 1816 ärvdes Svaneholm av systersonen Kjell Kristoffer Bennet. År 1839 såldes det så till Carl Johan Hallenborg. Det köptes 1882 av greve Carl Augustin Ehrensvärd (1854–1934), som var gift med Eva Hallenborg. Efter Ehrensvärds död köptes slottsbyggnaden och parken av en andelsförening men där Eva Hallenborg som dog 1945 fick bo kvar i en privata våning. 4000 tunnland av Svaneholm bestod av bondehemman som gjorde dagsverken. År 1785 bodde 701 människor på egendomen. År 1804 var antalet 1400.

## Antavla för Rutger Macklean
|                                         |  |  |  |  |  |  |  |                                        |  |  |  |  |  |  |  |                                                |  |  |  |  |  |  |  |                                           |  |  |  |  |  |  |  | Påstådd: Sir Hector Og Maclean           |
|                                         |  |  |  |  |  |  |  |                                        |  |  |  |  |  |  |  |                                                |  |  |  |  |  |  |  |                                           |  |  |  |  |  |  |  |                                          |
|                                         |  |  |  |  |  |  |  |                                        |  |  |  |  |  |  |  |                                                |  |  |  |  |  |  |  | Hans Macklier                             |  |  |  |  |  |  |  |                                          |
|                                         |  |  |  |  |  |  |  |                                        |  |  |  |  |  |  |  |                                                |  |  |  |  |  |  |  |                                           |  |  |  |  |  |  |  |                                          |
|                                         |  |  |  |  |  |  |  |                                        |  |  |  |  |  |  |  |                                                |  |  |  |  |  |  |  |                                           |  |  |  |  |  |  |  | Påstådd: Isabella Acheson of Gosford     |
|                                         |  |  |  |  |  |  |  |                                        |  |  |  |  |  |  |  |                                                |  |  |  |  |  |  |  |                                           |  |  |  |  |  |  |  |                                          |
|                                         |  |  |  |  |  |  |  |                                        |  |  |  |  |  |  |  | friherre David Makeléer till Gåsevadholm       |  |  |  |  |  |  |  |                                           |  |  |  |  |  |  |  |                                          |
|                                         |  |  |  |  |  |  |  |                                        |  |  |  |  |  |  |  |                                                |  |  |  |  |  |  |  |                                           |  |  |  |  |  |  |  |                                          |
|                                         |  |  |  |  |  |  |  |                                        |  |  |  |  |  |  |  |                                                |  |  |  |  |  |  |  |                                           |  |  |  |  |  |  |  | Johan Hans Gubbertz                      |
|                                         |  |  |  |  |  |  |  |                                        |  |  |  |  |  |  |  |                                                |  |  |  |  |  |  |  |                                           |  |  |  |  |  |  |  |                                          |
|                                         |  |  |  |  |  |  |  |                                        |  |  |  |  |  |  |  |                                                |  |  |  |  |  |  |  | Anna Gubbertz                             |  |  |  |  |  |  |  |                                          |
|                                         |  |  |  |  |  |  |  |                                        |  |  |  |  |  |  |  |                                                |  |  |  |  |  |  |  |                                           |  |  |  |  |  |  |  |                                          |
|                                         |  |  |  |  |  |  |  |                                        |  |  |  |  |  |  |  |                                                |  |  |  |  |  |  |  |                                           |  |  |  |  |  |  |  | Maichen (Maria) von Qvickelberg          |
|                                         |  |  |  |  |  |  |  |                                        |  |  |  |  |  |  |  |                                                |  |  |  |  |  |  |  |                                           |  |  |  |  |  |  |  |                                          |
|                                         |  |  |  |  |  |  |  | friherre Rutger Makeléer till Ström    |  |  |  |  |  |  |  |                                                |  |  |  |  |  |  |  |                                           |  |  |  |  |  |  |  |                                          |
|                                         |  |  |  |  |  |  |  |                                        |  |  |  |  |  |  |  |                                                |  |  |  |  |  |  |  |                                           |  |  |  |  |  |  |  |                                          |
|                                         |  |  |  |  |  |  |  |                                        |  |  |  |  |  |  |  |                                                |  |  |  |  |  |  |  |                                           |  |  |  |  |  |  |  | Vilhelm von Ascheberg                    |
|                                         |  |  |  |  |  |  |  |                                        |  |  |  |  |  |  |  |                                                |  |  |  |  |  |  |  |                                           |  |  |  |  |  |  |  |                                          |
|                                         |  |  |  |  |  |  |  |                                        |  |  |  |  |  |  |  |                                                |  |  |  |  |  |  |  | greve (och friherre) Rutger von Ascheberg |  |  |  |  |  |  |  |                                          |
|                                         |  |  |  |  |  |  |  |                                        |  |  |  |  |  |  |  |                                                |  |  |  |  |  |  |  |                                           |  |  |  |  |  |  |  |                                          |
|                                         |  |  |  |  |  |  |  |                                        |  |  |  |  |  |  |  |                                                |  |  |  |  |  |  |  |                                           |  |  |  |  |  |  |  | Margareta von der Osten                  |
|                                         |  |  |  |  |  |  |  |                                        |  |  |  |  |  |  |  |                                                |  |  |  |  |  |  |  |                                           |  |  |  |  |  |  |  |                                          |
|                                         |  |  |  |  |  |  |  |                                        |  |  |  |  |  |  |  | grevinnan Eleonora Elisabet von Ascheberg      |  |  |  |  |  |  |  |                                           |  |  |  |  |  |  |  |                                          |
|                                         |  |  |  |  |  |  |  |                                        |  |  |  |  |  |  |  |                                                |  |  |  |  |  |  |  |                                           |  |  |  |  |  |  |  |                                          |
|                                         |  |  |  |  |  |  |  |                                        |  |  |  |  |  |  |  |                                                |  |  |  |  |  |  |  |                                           |  |  |  |  |  |  |  | Johan Filip von Busseck                  |
|                                         |  |  |  |  |  |  |  |                                        |  |  |  |  |  |  |  |                                                |  |  |  |  |  |  |  |                                           |  |  |  |  |  |  |  |                                          |
|                                         |  |  |  |  |  |  |  |                                        |  |  |  |  |  |  |  |                                                |  |  |  |  |  |  |  | Magdalena Eleonora von Buseck             |  |  |  |  |  |  |  |                                          |
|                                         |  |  |  |  |  |  |  |                                        |  |  |  |  |  |  |  |                                                |  |  |  |  |  |  |  |                                           |  |  |  |  |  |  |  |                                          |
|                                         |  |  |  |  |  |  |  |                                        |  |  |  |  |  |  |  |                                                |  |  |  |  |  |  |  |                                           |  |  |  |  |  |  |  | Clara Sabina von Oeynhausen              |
|                                         |  |  |  |  |  |  |  |                                        |  |  |  |  |  |  |  |                                                |  |  |  |  |  |  |  |                                           |  |  |  |  |  |  |  |                                          |
| friherre Rutger Macklean till Svaneholm |  |  |  |  |  |  |  |                                        |  |  |  |  |  |  |  |                                                |  |  |  |  |  |  |  |                                           |  |  |  |  |  |  |  |                                          |
|                                         |  |  |  |  |  |  |  |                                        |  |  |  |  |  |  |  |                                                |  |  |  |  |  |  |  |                                           |  |  |  |  |  |  |  | Peter Julius Coyet                       |
|                                         |  |  |  |  |  |  |  |                                        |  |  |  |  |  |  |  |                                                |  |  |  |  |  |  |  |                                           |  |  |  |  |  |  |  |                                          |
|                                         |  |  |  |  |  |  |  |                                        |  |  |  |  |  |  |  |                                                |  |  |  |  |  |  |  | Johan Gustaf Coyet                        |  |  |  |  |  |  |  |                                          |
|                                         |  |  |  |  |  |  |  |                                        |  |  |  |  |  |  |  |                                                |  |  |  |  |  |  |  |                                           |  |  |  |  |  |  |  |                                          |
|                                         |  |  |  |  |  |  |  |                                        |  |  |  |  |  |  |  |                                                |  |  |  |  |  |  |  |                                           |  |  |  |  |  |  |  | Brita Juliana Hammarberg                 |
|                                         |  |  |  |  |  |  |  |                                        |  |  |  |  |  |  |  |                                                |  |  |  |  |  |  |  |                                           |  |  |  |  |  |  |  |                                          |
|                                         |  |  |  |  |  |  |  |                                        |  |  |  |  |  |  |  | friherre Axel Julius Coyet                     |  |  |  |  |  |  |  |                                           |  |  |  |  |  |  |  |                                          |
|                                         |  |  |  |  |  |  |  |                                        |  |  |  |  |  |  |  |                                                |  |  |  |  |  |  |  |                                           |  |  |  |  |  |  |  |                                          |
|                                         |  |  |  |  |  |  |  |                                        |  |  |  |  |  |  |  |                                                |  |  |  |  |  |  |  |                                           |  |  |  |  |  |  |  | friherre Carl Fredrik Hamilton af Hageby |
|                                         |  |  |  |  |  |  |  |                                        |  |  |  |  |  |  |  |                                                |  |  |  |  |  |  |  |                                           |  |  |  |  |  |  |  |                                          |
|                                         |  |  |  |  |  |  |  |                                        |  |  |  |  |  |  |  |                                                |  |  |  |  |  |  |  | Hedvig Hamilton af Hageby                 |  |  |  |  |  |  |  |                                          |
|                                         |  |  |  |  |  |  |  |                                        |  |  |  |  |  |  |  |                                                |  |  |  |  |  |  |  |                                           |  |  |  |  |  |  |  |                                          |
|                                         |  |  |  |  |  |  |  |                                        |  |  |  |  |  |  |  |                                                |  |  |  |  |  |  |  |                                           |  |  |  |  |  |  |  | Helena Margareta Wrangel af Adinal       |
|                                         |  |  |  |  |  |  |  |                                        |  |  |  |  |  |  |  |                                                |  |  |  |  |  |  |  |                                           |  |  |  |  |  |  |  |                                          |
|                                         |  |  |  |  |  |  |  | friherrinnan Vilhelmina Eleonora Coyet |  |  |  |  |  |  |  |                                                |  |  |  |  |  |  |  |                                           |  |  |  |  |  |  |  |                                          |
|                                         |  |  |  |  |  |  |  |                                        |  |  |  |  |  |  |  |                                                |  |  |  |  |  |  |  |                                           |  |  |  |  |  |  |  |                                          |
|                                         |  |  |  |  |  |  |  |                                        |  |  |  |  |  |  |  |                                                |  |  |  |  |  |  |  |                                           |  |  |  |  |  |  |  | Polycarpus Cronhielm                     |
|                                         |  |  |  |  |  |  |  |                                        |  |  |  |  |  |  |  |                                                |  |  |  |  |  |  |  |                                           |  |  |  |  |  |  |  |                                          |
|                                         |  |  |  |  |  |  |  |                                        |  |  |  |  |  |  |  |                                                |  |  |  |  |  |  |  | Gustaf Cronhielm                          |  |  |  |  |  |  |  |                                          |
|                                         |  |  |  |  |  |  |  |                                        |  |  |  |  |  |  |  |                                                |  |  |  |  |  |  |  |                                           |  |  |  |  |  |  |  |                                          |
|                                         |  |  |  |  |  |  |  |                                        |  |  |  |  |  |  |  |                                                |  |  |  |  |  |  |  |                                           |  |  |  |  |  |  |  | Hebbla Standorph                         |
|                                         |  |  |  |  |  |  |  |                                        |  |  |  |  |  |  |  |                                                |  |  |  |  |  |  |  |                                           |  |  |  |  |  |  |  |                                          |
|                                         |  |  |  |  |  |  |  |                                        |  |  |  |  |  |  |  | grevinnan Hedvig Charlotta Cronhielm af Flosta |  |  |  |  |  |  |  |                                           |  |  |  |  |  |  |  |                                          |
|                                         |  |  |  |  |  |  |  |                                        |  |  |  |  |  |  |  |                                                |  |  |  |  |  |  |  |                                           |  |  |  |  |  |  |  |                                          |
|                                         |  |  |  |  |  |  |  |                                        |  |  |  |  |  |  |  |                                                |  |  |  |  |  |  |  |                                           |  |  |  |  |  |  |  | Lars Wallenstedt                         |
|                                         |  |  |  |  |  |  |  |                                        |  |  |  |  |  |  |  |                                                |  |  |  |  |  |  |  |                                           |  |  |  |  |  |  |  |                                          |
|                                         |  |  |  |  |  |  |  |                                        |  |  |  |  |  |  |  |                                                |  |  |  |  |  |  |  | Maria Wallenstedt                         |  |  |  |  |  |  |  |                                          |
|                                         |  |  |  |  |  |  |  |                                        |  |  |  |  |  |  |  |                                                |  |  |  |  |  |  |  |                                           |  |  |  |  |  |  |  |                                          |
|                                         |  |  |  |  |  |  |  |                                        |  |  |  |  |  |  |  |                                                |  |  |  |  |  |  |  |                                           |  |  |  |  |  |  |  | Maria Uttermarck                         |
|                                         |  |  |  |  |  |  |  |                                        |  |  |  |  |  |  |  |                                                |  |  |  |  |  |  |  |                                           |  |  |  |  |  |  |  |                                          |